# Otero de Sanabria
Otero de Sanabria (en senabrés Outeiru)[cita requerida] es una localidad sanabresa perteneciente al municipio de Palacios de Sanabria, en la provincia de Zamora (España). Es la localidad con menos habitantes por la que pasa el AVE.

## Contexto geográfico
Es un pueblo de la provincia de Zamora situado en el valle del Tera, junto a la autovía A-52, en la comarca de Sanabria.
El parque natural del Lago de Sanabria y el Espacio Natural de la Sierra de la Culebra se encuentran a pocos kilómetros de la localidad. 
Los embalses de Cernadilla y de Valparaíso, situados a escasa distancia de la localidad, son espacios aprovechables para la práctica de deportes náuticos y otras actividades de recreo.

## Historia
Durante la Edad Media Otero quedó integrado en el Reino de León, cuyos monarcas habrían acometido la repoblación de la localidad dentro del proceso repoblador llevado a cabo en Sanabria. Tras la independencia de Portugal del reino leonés en 1143 Otero habría sufrido por su situación geográfica los conflictos entre los reinos leonés y portugués por el control de la frontera, quedando estabilizada la situación a inicios del siglo XIII.
Posteriormente, en la Edad Moderna, Otero fue una de las localidades que se integraron en la provincia de las Tierras del conde de Benavente y dentro de esta en la receptoría de Sanabria. No obstante, al reestructurarse las provincias y crearse las actuales en 1833, Otero de Sanabria pasó a formar parte de la provincia de Zamora, dentro de la Región Leonesa, quedando integrado en 1834 en el partido judicial de Puebla de Sanabria.
Finalmente, en 1965 el antiguo municipio de Otero de Sanabria se integró en el de Palacios de Sanabria.

## Geografía humana

### Demografía
| Gráfica de evolución demográfica de Otero de Sanabria entre 1842 y 1960 |
| |
| Población de derecho según los censos de población del INE Población de hecho según los censos de población del INEEntre el censo de 1970 y el anterior, este municipio desaparece porque se integra en el municipio 49143 (Palacios de Sanabria) |

El número de habitantes ha ido descendiendo en la localidad de modo paulatino desde la mitad del siglo XX, llegando a los 95 (1981) y 24 (2020) por el INE.

### Comunicaciones
En esta localidad se ubica la estación de Otero de Sanabria, correspondiente a la línea de alta velocidad Madrid-Zamora-Galicia. Se decidió esta ubicación para la estación sanabresa tras descartar la opción inicial de Puebla de Sanabria.
Esta estación es la segunda parada de alta velocidad en la provincia de Zamora, convirtiendo a la provincia en una de las pocas de España con dos estaciones de Alta Velocidad.
Otero de Sanabria está situada junto a la carretera N-525 y la autovía A-52 (autovía de las Rías Bajas).

## Patrimonio
Además de la arquitectura tradicional de la zona sanabresa, Otero de Sanabria cuenta con tres edificios singulares:
- Iglesia de Santo Tomás Apóstol. El edificio es un templo de planta basilical y tres naves, presenta en su construcción diferentes estilos arquitectónicos, románico, mudéjar, barroco y renacentista. La iglesia se la reconoce como “la capilla Sixtina sanabresa” por estar recubierta en su interior de pinturas.[11]

- Un palacio francés-compostelano de 1935[12]

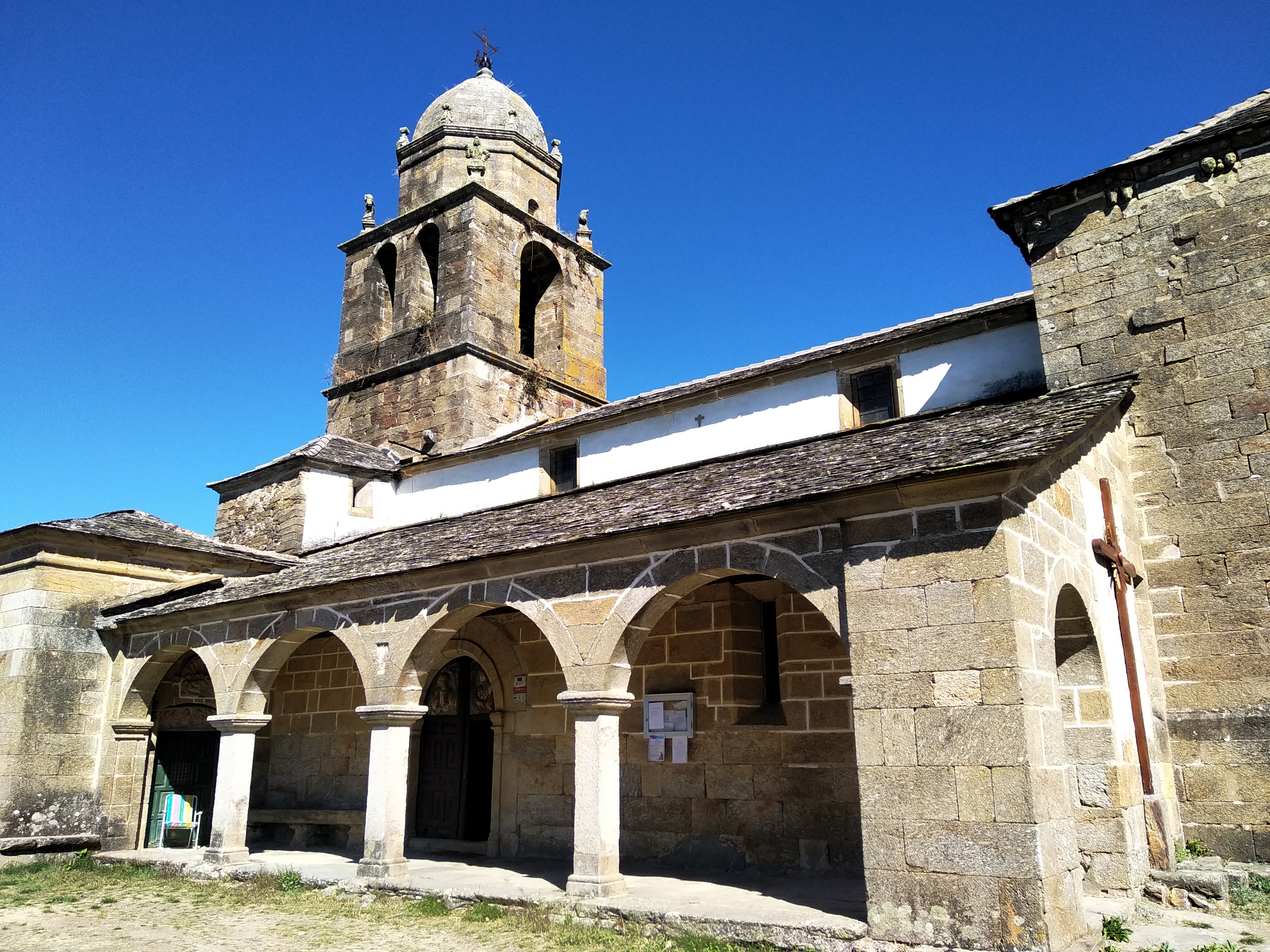
Iglesia de Santo Tomás Apóstol en Otero de Sanabria (Zamora)

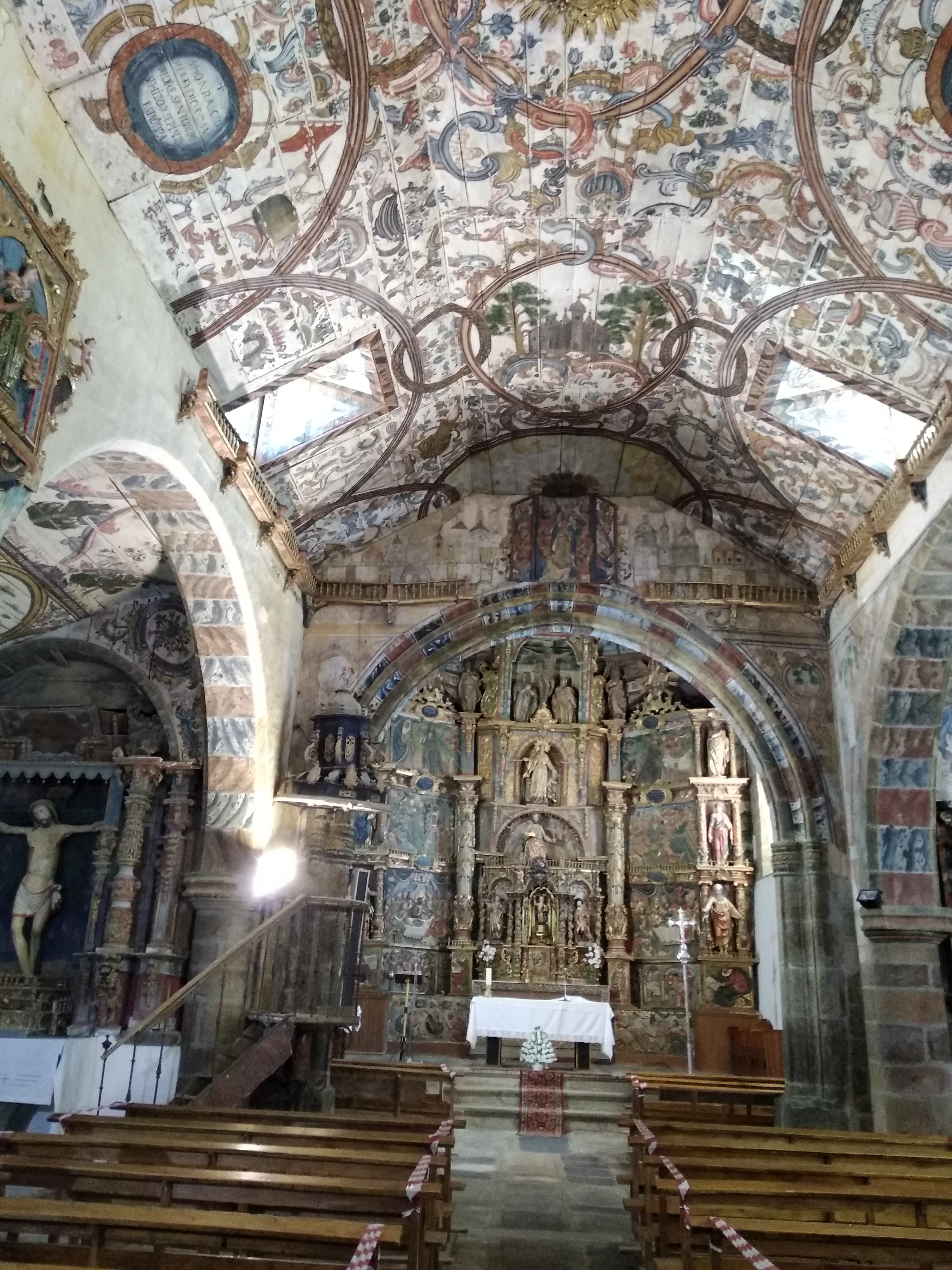
Interior de la Iglesia de Santo Tomás Apóstol en Otero de Sanabria

- Una estación de AVE

## Sociedad
La suerte del pueblo es muy similar a la de los otros pueblos sanabreses, que malvivían de la agricultura y la ganadería.

## Fiestas
En su término se encuentra el Santuario de Nuestra Señora de Los Remedios, patrona de Sanabria, en el que todos los años, el primer domingo de octubre, se celebra una romería, que atrae numerosos peregrinos de toda la comarca.

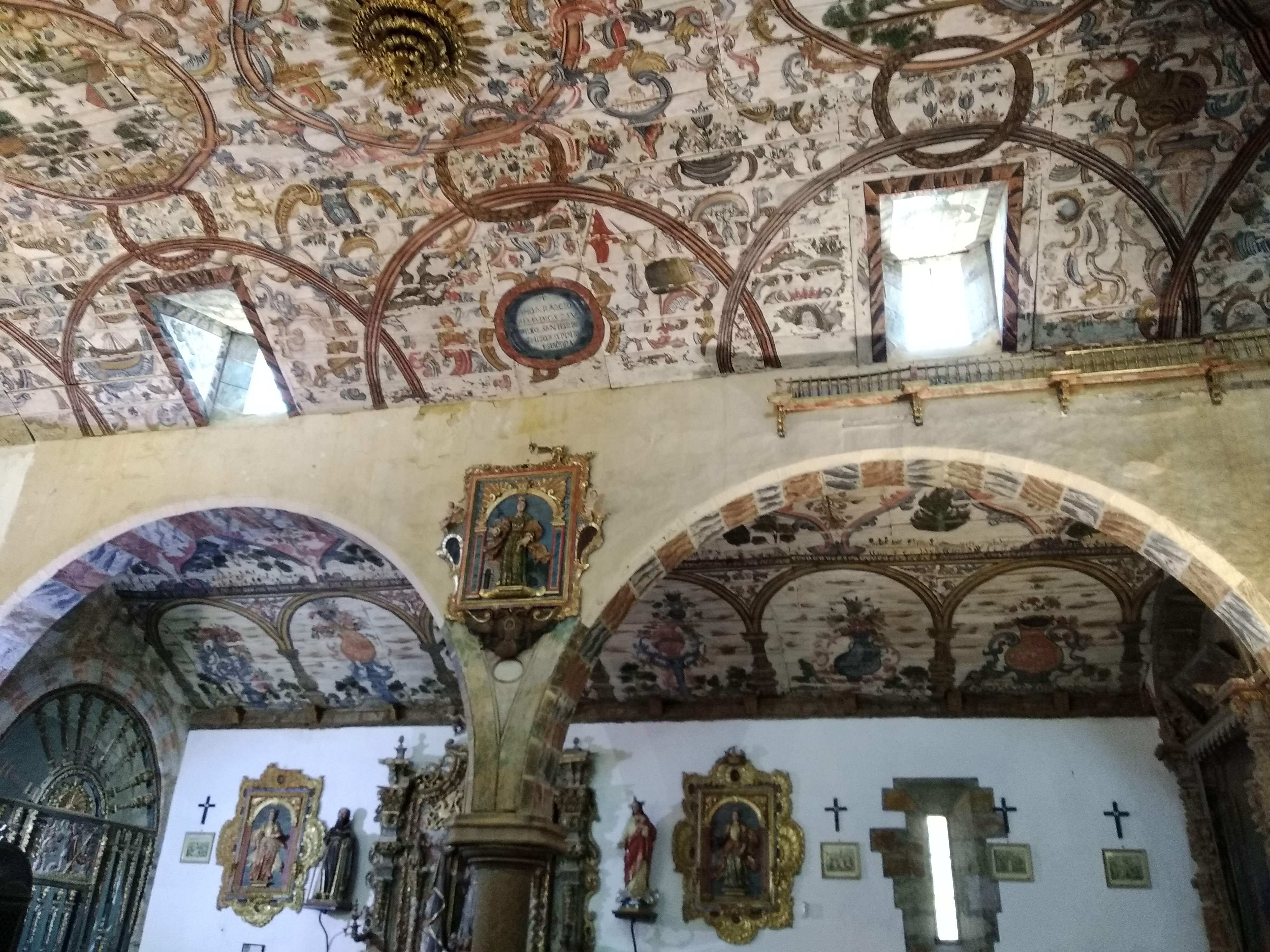
Techo de la iglesia de Santo Tomás Apóstol en Otero de Sanabria (Zamora)